# Hida
Hida (飛騨市?, Hida-shi)  ' è una città del Giappone situata nella prefettura di Gifu. È stata creata nel 2004 con la fusione delle cittadine di Furukawa e Kamioka e dei villaggi di Kawai e Miyagawa, tutte municipalità che facevano parte del soppresso distretto di Yoshiki.
Il rilevatore di neutrini Super-Kamiokande è situato in una miniera di Kamioka, la cittadina da cui ha preso il nome, che è confluita nella municipalità di Hida.